# アレクサンデル・アポリーン
アレクサンデル・アポリーン（チェコ語: Alexander Apolín、1964年11月21日 - ）は、チェコの指揮者。

## 経歴
1964年生まれ。幼少期からチェロと作曲に興味を持っていたが、プラハ音楽院では指揮法を専攻した。1991年にプラハ音楽院を卒業し、その後はアメリカのピーボディ音楽院に留学。フルブライト奨学金を得て、ボストン交響楽団主催の指揮者コンクールに参加した。
1993年から1996年までピルゼン放送交響楽団の首席指揮者を務めた。1997年にはリスボンのペドロ・フレイタス・ブランコ国際指揮者コンクールに出場して2位入賞を果たした。